# Hienghène
Hienghène es una comuna de la Provincia Norte de Nueva Caledonia, un territorio de ultramar de Francia en el océano Pacífico.

## Imágenes
- Wikimedia Commons alberga una categoría multimedia sobre Hienghène.